# (32128) Jayzussman
2000 LL13 (asteroide 32128) é um asteroide da cintura principal. Possui uma excentricidade de 0.11753560 e uma inclinação de 6.44735º.
Este asteroide foi descoberto no dia 5 de junho de 2000 por LINEAR em Socorro.